# Thermoselect
La Thermoselect SA è un'azienda svizzera operante nel settore dell'incenerimento rifiuti e della gassificazione ad alta temperatura con ossigeno puro.

## Attività

### Processo di smaltimento rifiuti
Le attività principali dell'azienda sono indirizzate alla trasformazione dei rifiuti di ogni genere in gas di sintesi e in materie prime minerali e metalliche.
Attraverso un sistema di riciclaggio a ciclo continuo mediante la gassificazione ad alta temperatura dei composti organici e la fusione diretta di quelli inorganici, l'azienda produce dai rifiuti solidi urbani, dai rifiuti industriali e dai rifiuti speciali gas di sintesi, sostanze minerali vetrose ed un granulato metallico ad alto tenore di ferro e zinco, utilizzabili in campo industriale. Dal trattamento delle acque di processo vengono invece ottenute acqua pura, sali e concentrato di zinco, quali sottoprodotti.

## Impianti

### Karlsruhe
Il principale impianto dell'azienda si trova in Germania, a Karlsruhe, e dispone di tre linee di smaltimento termico dei rifiuti con una capacità annua di 250.000 tonnellate; venne aperto nel 1999. Nel 2004 la proprietaria dell'impianto EnBW Energie Baden-Württemberg AG ha però deciso di interrompere le attività.

### Chiba
L'impianto giapponese di Chiba (nella periferia di Tokyo) dispone di due linee di smaltimento con una capacità annua di 100.000 tonnellate. La licenza Thermoselect in Giappone è detenuta dalla Japan Waste Management Association che, nel 2000, ha ottenuto il permesso di commercializzarla.

### Mutsu
Il secondo impianto giapponese si trova invece a Mutsu, dove dispone di due linee di smaltimento con una capacità annua di 140.000 tonnellate.

### Verbania
In Italia l'unico impianto dell'azienda si trovava a Fondotoce (frazione di Verbania), nei pressi del Lago Maggiore, nella zona industriale limitrofa al comune di Gravellona Toce. Venne costruito tra il 1991 e il 1992; la sua entrata in funzione avvenne nel marzo 1992 con una capacità di trattamento di 30.000 tonnellate annue.
Diverse denunce di inquinamento, tra cui quella di presunto sversamento di cianuri nel rio Stronetta (affluente del Lago Maggiore) nel periodo 1992-1995, hanno portato alla chiusura dell'impianto nel 1999, dopo diverse polemiche tra chi era favorevole alla presenza dell'impianto e tra chi era contrario confortato dalle condanne per inquinamento ambientale. Attualmente la struttura è stata demolita e l'area, sottoposta a bonifica, è ora destinata ad altre attività.